# 13565 Yotakanashi
13565 Yotakanashi è un asteroide della fascia principale. Scoperto nel 1992, presenta un'orbita caratterizzata da un semiasse maggiore pari a 3,1243839 UA e da un'eccentricità di 0,1021819, inclinata di 14,45747° rispetto all'eclittica.